# Combinado (Renfe)

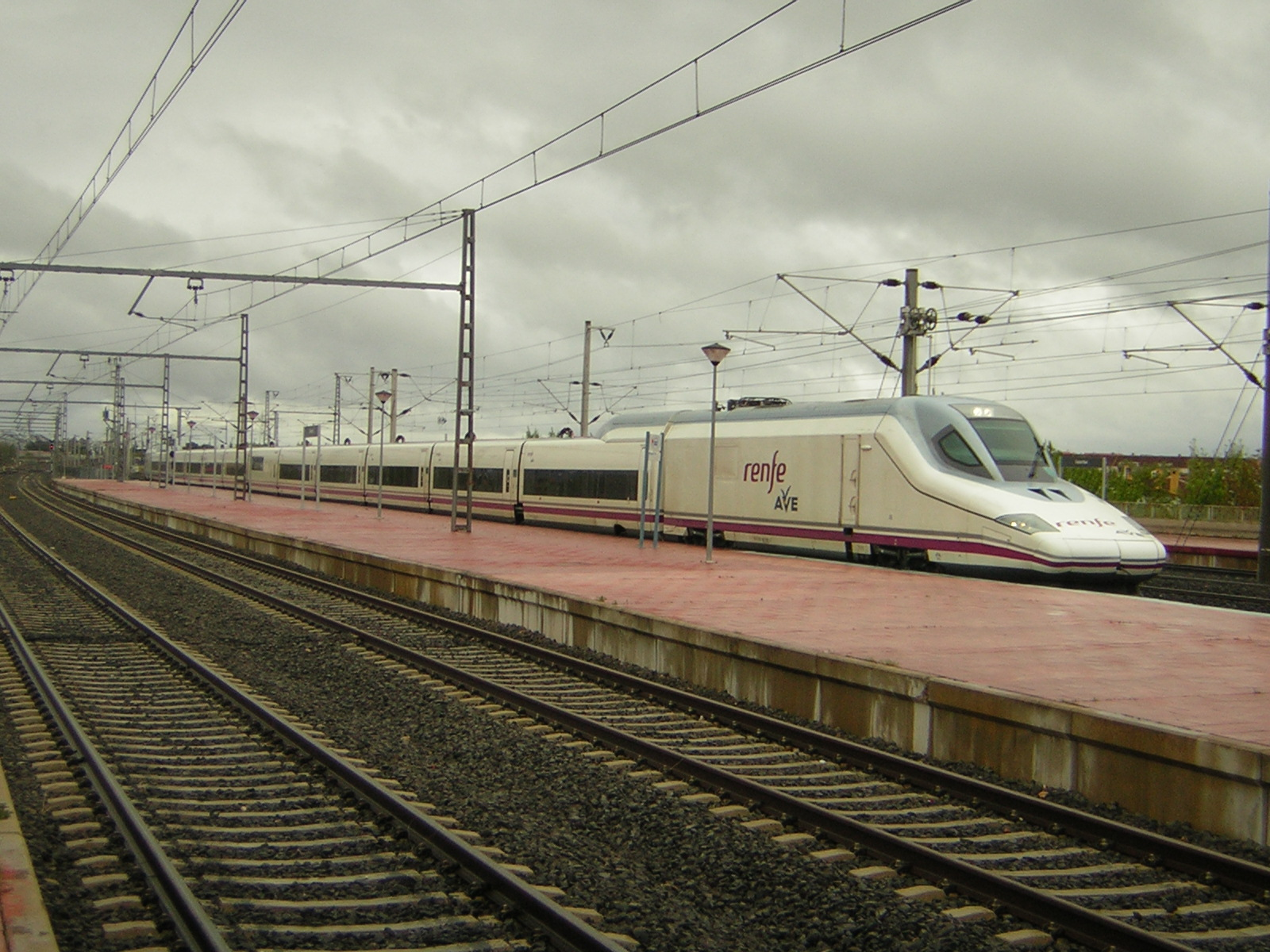
El servicio AVE Barcelona-Sevilla forma parte del Combinado Barcelona-Cádiz.

Combinado (también denominado «Con enlace») es un servicio ferroviario compuesto por un transbordo entre otros dos servicios que Renfe Operadora realiza en España.
En la red ferroviaria española los transbordos no son algo usual, por lo que cuando una relación directa es sustituida por una relación con transbordo garantizado Renfe Operadora establece un servicio «Combinado», que consiste en considerar el recorrido realizado en dos trenes diferentes como uno solo. Los dos servicios que componen un servicio combinado puede ser de cualquier tipo.

## Servicio
El servicio Combinado se distingue del resto de enlaces entre trenes en que comercialmente la relación es tratada como si de un único tren se tratase, tanto en la emisión de billetes como en la redacción de horarios. En los recorridos parciales que no requieren transbordo, el tren aparece listado con el servicio que realiza ese tramo, mientras que en los recorridos en los que se requiere transbordo es comercializado con esta denominación. En la estación en la que se realiza el enlace la indicación en horarios se restringe a un mayor tiempo de parada. Es importante reseñar que los billetes combinados de Renfe, que permiten el uso gratuito de un tren de cercanías para enlazar con la estación de origen del viaje, no permiten el acceso a la red de cercanías antes de cuatro horas desde la salida del tren con el que se efectúa el enlace.
Las prestaciones dependen de cada uno de los servicios que componen la relación.

## Recorridos
| Origen                   | 1.er servicio   | Estación de enlace                        | 2º servicio             | Destino                                 | Servicio directo al que sustituye |
| ------------------------ | --------------- | ----------------------------------------- | ----------------------- | --------------------------------------- | --------------------------------- |
| Ávila                    | Regional Exprés | Valladolid-Campo Grande                   | Alvia                   | Bilbao/Irún/Hendaya                     | -                                 |
| Ávila                    | Regional Exprés | Valladolid-Campo Grande                   | Alvia                   | Gijón                                   | -                                 |
| Ávila                    | Regional Exprés | Valladolid-Campo Grande                   | Alvia                   | Santander                               | -                                 |
| Barcelona-Sants          | AVE             | Sevilla-Santa Justa                       | MD                      | Cádiz                                   | Trenhotel                         |
| Barcelona-Sants          | Talgo           | Alcázar de San Juan                       | Intercity               | Badajoz                                 | Arco                              |
| Barcelona-Sants          | AVE             | Madrid-Puerta de Atocha                   | AVE                     | Granada                                 | Arco                              |
| Barcelona-Sants          | Talgo           | Alcázar de San Juan                       | Talgo                   | Almería                                 | Arco                              |
| Barcelona-Sants          | AVE             | Madrid-Puerta de Atocha                   | Alvia                   | Gijón                                   | Talgo Covadonga                   |
| Barcelona-Sants          | Alvia           | Monforte de Lemos                         | MD                      | La Coruña                               | Talgo Finisterre                  |
| Barcelona-Sants          | AVE             | Zaragoza-Delicias                         | MD                      | Huesca                                  | -                                 |
| Barcelona-Sants          | AVE             | Madrid-Puerta de Atocha                   | Regional Exprés         | Cáceres                                 | -                                 |
| Barcelona-Sants          | AVE             | Madrid-Puerta de Atocha                   | Intercity               | Badajoz                                 | -                                 |
| Barcelona-Sants          | AVE             | Madrid-Puerta de Atocha                   | MD                      | Salamanca                               | Talgo                             |
| Barcelona-Sants          | Euromed         | Valencia-Norte                            | MD                      | Albacete                                | -                                 |
| Barcelona-Sants          | AVE             | Madrid-Atocha                             | MD                      | Jaén                                    | -                                 |
| Barcelona-Sants          | AVE             | Madrid-Puerta de Atocha                   | Intercity               | Alcázar de San Juan                     | -                                 |
| Figueras-Vilafant        | Avant           | Barcelona-Sants                           | Euromed                 | Alicante                                | -                                 |
| Figueras-Vilafant        | AVE             | Madrid-Puerta de Atocha                   | Alvia                   | Cádiz                                   | -                                 |
| Figueras-Vilafant        | Avant           | Barcelona-Sants                           | Euromed/Intercity       | Valencia-Joaquín Sorolla/Valencia-Norte | -                                 |
| Huesca                   | AVE             | Madrid-Puerta de Atocha                   | Alvia                   | Alicante                                | -                                 |
| La Coruña                | Intercity       | Vitoria                                   | Regional Exprés         | Pamplona                                | -                                 |
| La Coruña                | MD              | Santiago de Compostela                    | Avant                   | Orense                                  | -                                 |
| Madrid-Atocha            | AVE             | Sevilla-Santa Justa                       | MD                      | Cádiz                                   | -                                 |
| Madrid-Atocha            | AVE             | Sevilla-Santa Justa                       | MD                      | Huelva                                  | -                                 |
| Madrid-Atocha            | AVE             | Zaragoza-Delicias                         | Alvia                   | Logroño                                 | -                                 |
| Madrid-Puerta de Atocha  | AVE             | Valencia-Norte / Valencia-Joaquín Sorolla | Talgo                   | Barcelona-Sants                         | -                                 |
| Madrid-Atocha            | AVE             | Zaragoza-Delicias                         | Alvia                   | Pamplona                                | -                                 |
| Madrid-Atocha            | Avant           | Puertollano                               | Regional Exprés         | Badajoz                                 | Regional Exprés                   |
| Madrid-Atocha            | Avant           | Alcázar de San Juan                       | Regional Exprés         | Badajoz                                 | Regional Exprés                   |
| Madrid-Puerta de Atocha  | AVE             | Barcelona-Sants                           | MD                      | Figueras                                | -                                 |
| Málaga-María Zambrano    | Avant           | Córdoba                                   | MD                      | Jaén                                    | -                                 |
| Ponferrada               | MD              | Palencia                                  | Alvia                   | Santander                               | -                                 |
| Ponferrada               | Regional Exprés | León                                      | AVE                     | Madrid-Chamartín                        | Alvia                             |
| Salamanca                | MD              | Valladolid-Campo Grande                   | Alvia                   | Bilbao/Irún/Hendaya                     | Diurno Iberia                     |
| Salamanca                | Alvia           | Medina del Campo AV/Madrid-Chamartín      | Alvia                   | La Coruña/Pontevedra                    | -                                 |
| Salamanca                | MD              | Valladolid-Campo Grande                   | Alvia                   | Gijón                                   | -                                 |
| Salamanca                | MD              | Valladolid-Campo Grande                   | Regional Exprés         | Santander                               | -                                 |
| Salamanca                | MD              | Madrid-Chamartín                          | Intercity               | Cartagena                               | -                                 |
| Toledo                   | Avant           | Madrid-Atocha                             | AVE                     | Albacete                                | -                                 |
| Toledo                   | Avant           | Madrid-Atocha                             | AVE                     | Alicante                                | -                                 |
| Toledo                   | Avant           | Madrid-Atocha/Madrid-Chamartín            | Alvia                   | Gijón                                   | -                                 |
| Valencia-Joaquín Sorolla | AVE             | Madrid-Atocha                             | AVE                     | Sevilla-Santa Justa                     | -                                 |
| Valencia-Joaquín Sorolla | AVE             | Córdoba                                   | AVE                     | Málaga                                  | -                                 |
| Valencia-Joaquín Sorolla | AVE             | Madrid-Atocha                             | AVE                     | Málaga                                  | -                                 |
| Valencia-Joaquín Sorolla | AVE             | Sevilla-Santa Justa                       | MD                      | Cádiz                                   | -                                 |
| Valencia-Joaquín Sorolla | AVE             | Puertollano                               | Regional Exprés         | Badajoz                                 | -                                 |
| Valencia-Joaquín Sorolla | AVE             | Madrid-Atocha                             | Avant                   | Toledo                                  | -                                 |
| Valencia-Joaquín Sorolla | AVE             | Madrid-Atocha                             | Avant                   | Valladolid                              | -                                 |
| Valencia-Norte           | Intercity       | Zaragoza-Delicias                         | AVE                     | Madrid-Atocha                           | -                                 |
| Valencia-Norte           | Regional        | La Aldea-Amposta-Tortosa                  | Regional Exprés         | Barcelona-Estación de Francia           | -                                 |
| Valencia-Norte           | Intercity       | Zaragoza-Delicias                         | Alvia                   | Bilbao                                  | -                                 |
| Valencia-Norte           | Intercity       | Zaragoza-Delicias                         | Alvia                   | Irún                                    | -                                 |
| Valladolid-Campo Grande  | Avant           | Madrid-Chamartín/Madrid-Atocha            | Alvia                   | Alicante                                | -                                 |
| Valladolid-Campo Grande  | Avant           | Madrid-Chamartín/Madrid-Atocha            | AVE                     | Barcelona Sants                         | -                                 |
| Valladolid-Campo Grande  | Avant           | Madrid-Chamartín/Madrid-Atocha            | Alvia                   | Cádiz                                   | -                                 |
| Valladolid-Campo Grande  | Avant           | Madrid-Chamartín/Madrid-Atocha            | AVE                     | Málaga-María Zambrano                   | -                                 |
| Valladolid-Campo Grande  | Regional        | Santander (Adif)/Santander AM             | Cercanías AM (Regional) | Oviedo                                  | -                                 |
| Valladolid-Campo Grande  | Avant           | Madrid-Chamartín/Madrid-Atocha            | AVE                     | Valencia-Joaquín Sorolla                | -                                 |
| Vigo-Guixar              | Regional Exprés | León                                      | Regional Exprés         | Gijón                                   | -                                 |
| Vigo-Guixar              | MD              | Santiago de Compostela                    | Alvia                   | Madrid-Chamartín                        | -                                 |
| Vigo-Guixar              | MD              | Santiago de Compostela                    | Avant                   | Orense                                  | -                                 |